# Urosigalphus pullatus
Urosigalphus pullatus är en stekelart som beskrevs av Gibson 1974. Urosigalphus pullatus ingår i släktet Urosigalphus och familjen bracksteklar. Inga underarter finns listade i Catalogue of Life.